# Carlo Matteo Capelli
Carlo Matteo Capelli (Scarnafigi, 5 marzo 1763 – Pontebba, 17 ottobre 1831) è stato un medico, botanico e docente italiano.

## Biografia
Laureatosi in medicina e botanica, aveva dapprima esercitato la professione di medico ad Albugnano, presso Castelnuovo d'Asti, era poi stato addetto al servizio di medico militare a Nizza Marittima, terminato il quale aveva ripreso l'esercizio privato della medicina a Grugliasco.
Durante la Repubblica Piemontese "era stato elevato alla carica di commissario di guerra" da lui svolta a Saluzzo. Si recò poi a Parigi come medico del corpo legislativo. Al ritorno in patria ottenne la nomina a professore di anatomia comparata presso L'Università di Torino.
Nel 1817 fu nominato docente di botanica e direttore dell'Orto Botanico di Torino. Collateralmente fece anche studi amministrativi e matematici. Collaborò col botanico bolognese Antonio Bertoloni col quale fu in rappoirti epistolari, anche in relazione a scambi di campioni erboristici, particolarmente di licheni sardi. Nel 1821 pubblicò un catalogo delle piante coltivale al suo tempo nell'Orto botanico torinese.
Nel 1831 morì di colera a Pontebba durante il suo viggio di ritorno da Perth (Scozia) dove si era recato per studiare quella malattia.

## Scritti
- Catalogus stirpium quae aluntur in regio horto botanico Taurinensi. 67 pp. Augustae Taurinorum ex Regia Typographia, 1821.